# Ferromatik-Stempel
Der Ferromatikstempel ist ein hydraulischer Ausbaustempel, der von der Klöckner-Ferromatik GmbH in Castrop-Rauxel zwischen 1954 und 1992 in ca. 1,5 Mio. Exemplaren hergestellt wurde. Der Ferromatikstempel war der meistverwendete Hydraulikstempel im deutschen Steinkohlenbergbau und wurde auch exportiert. Der Ferromatikstempel war gegenüber den zuvor verbreiteten Reibungsstempeln in der Lage einen bis zu 5-fach höheren Ansetzdruck aufzubringen und eine bis zu 20-fach höhere Last aufzunehmen. Da der Ansetzdruck durch eine externe Hydraulikpumpe (Setzpumpe) mit ca. 160 bar aufgebracht wurde und nicht wie bei Konkurrenzentwicklungen durch eine Handpumpe vom Hauer aufgebracht  werden musste, bewährte sich der Ferromatikstempel und wurde zum Synonym für hydraulische Einzelstempel. Der Vorteil für den Hauer lag direkt in der höheren Setzgeschwindigkeit und somit einem merkbaren Zeitvorteil und indirekt im hohen Ansetzdruck und der damit verbundenen Sicherheit durch die bessere Hangendenbeherrschung.  